# Li Jiaping
Li Jiaping (en chino: 李家萍; 29 de mayo de 2004) es una deportista china que compite en natación, especialista en el estilo libre. Ganó una medalla de bronce en el Campeonato Mundial de Natación de 2023, en la prueba de 4 × 200 m libre.

## Palmarés internacional
| Campeonato Mundial | Campeonato Mundial | Campeonato Mundial | Campeonato Mundial |
| Año                | Lugar              | Medalla            | Prueba             |
| ------------------ | ------------------ | ------------------ | ------------------ |
| 2023               | Fukuoka (Japón)    | Medalla de bronce  | 4 × 200 m libre    |